# Josep Boada
Josep Boada (Esparreguera, segle xviii) fou un organista, compositor i mestre de capella.
Va opositar per organista de Sant Pere de les Puel·les de Barcelona, junt amb Josep Elias, el 1712; i per cobrir el magisteri de l'orgue de la Col·legiata de Sant Joan de les Abadesses en la convocatòria de 1738. Ni el guanyador de les oposicions, Jaume Subias, ni ell com a segon candidat, van exercir finalment el càrrec per no haver satisfet les condicions imposades pel capítol de la col·legiata.
L’any 1739, amb 50 anys i ja com a mestre de capella de Santa Eulàlia de Berga, va ser registrat com a segon aspirant per a ocupar la vacant del magisteri de capella de Sant Esteve d’Olot, plaça que va ser atorgada a Josep Carcoler.
Es conserven ?diverses? obres seves escrites per a orgue en un manuscrit datat el 1774? , un Tiento de 5è to al E-Bbc, M 1468, així com un motet a tres veus titulat Congratulamini mihi al fons Joan Carreras i Dagas de la Biblioteca de Catalunya.